# Lanji
Lanji és un poble de l'Índia al districte de Balaghat a Madhya Pradesh, on hi ha un fort i un temple. El fort està localitzat en una zona de selva densa i sembla d'origen gond; dins del fort hi ha alguns temples. El temple inclou diverses estàtues en l'estil de Khajurao. En 2001 tenia 11.306 habitants.